# You Come From Far Away
You Come from Far Away o Venís desde lejos es una película documental coproducción de Egipto, Líbano, España y Catar dirigida por Amal Ramsis sobre su propio guion que se estrenó el 6 de noviembre de 2018 en Túnez.

## Sinopsis
La película trata sobre Najati Sidqi (1905-1979) y su familia, incluyendo a tres hijas de una madre judía que a raíz de la Guerra Civil Española crecieron  dispersadas en tres países con tres idiomas distintos. Sidqi fue un sindicalista comunista nacido en Palestina, escritor y traductor que hablaba con fluidez español, ruso y francés además de su lengua materna, que durante la Guerra Civil Española estuvo en España y escribió acerca del conflicto en periódicos árabes y españoles.

## Exhibición y comentarios
El filme fue exhibido durante la edición 21° del Festival Internacional de Documentales y Cortometrajes de Ismailía y fue elogiado por directores y público. También participó de la edición n° 12 de Documentarista, el único festival de Cine documental independiente de Turquía que se realizó en Estambul con el patrocinio de los consulados de Dinamarca, Países Bajos, Suiza, Suecia y República Checa así como de la organización European Endowment for Democracy, Instituto Goethe y otras entidades entre el 15 y el 20 de junio de 2019.
Amal Ramses dijo que para ella “no es una película sobre historia, sino acerca del presente a través del retrato de algunas personas que pagaron un precio alto tratando de hacer del mundo un mejor lugar para vivir.“

## Premios
Festival de Cine de Cartago de 2018
- Ganadora del Premio Tanit d'Argent	a la Mejor Película Documental.

Festival Internacional de Documentales y Cortometrajes de Ismailía, 21° edición de 2019.
- Ganadora del Premio al Mejor Largometraje Documental otorgado por la Federación Africana.
- Ganadora del Premio de la Federación Internacional de Críticos de Cine..[5]